# 机器人世界杯
机器人世界杯（RoboCup）是一个国际合作项目，為促进人工智能、机器人和相关领域。它为人工智能机器人研究提供了广泛的技术标准问题，能够被综合和检验。该机器人项目的最终目标是:到2050年，开发完全自主仿人机器人队，能赢得对人类足球世界冠军队。为了真正作为一个团队进行机器人足球比赛，必须包含各种技术，包括：智能体自主设计、多智能体协作、策略获取、实时推理、机器人和传感器融合。機器人世界盃中还提供了软件平台进行软件方面在機器人世界盃中的研究。
目前共有三個全球性的機器人比賽聯盟， 分別是以亞太地區為主的「國際奧林匹克機器人大賽」（WRO， World Robot Olympiad）、總部位於美國的「第一樂高聯盟」（FLL，FIRST Lego League）， 與近來相當受人矚目的機器人世界盃足球賽。 
其中機器人世界盃系列活動是一項綜合教育與科技的國際性活動， 亦是學術成分最高的賽事。
RoboCup機器人世界盃源於1992年,加拿大哥倫比亞大學的教授Alan Mackworth在論文《On Seeing Robots》中提出訓練機器人進行足球比賽的設想。同年10月，一群日本研究人員在東京「關於人工智慧領域重大挑戰的研討會」上，對製造和訓練機器人進行足球比賽以促進相關領域研究進行可行性研究與考察。1993年日本研究人員決定創辦機器人比賽，並草擬比賽的具體規定。1995年8月， 組織委員會正式宣佈將舉行世界性的機器人交流和機器人足球賽。1997年7月， 首屆機器人世界盃大賽在日本名古屋舉行。隨後，法國巴黎、瑞典斯德哥爾摩，澳大利亞墨爾本和美國西雅圖都分別成功地舉辦國際機器人世界盃賽事，每年的活動都吸引了大量的科技工作人員和對機器人感興趣的人士參與。
RCJ是全球各地區，及國際機器人科技教育專家為青少年朋友提供的一個以教育和科技結合在一起的競賽項目，亦可說是以體育競賽為主體的科技研究交流賽。青少年足球賽結合機械設計、程式撰寫，發展青少年無限創意和潛能，使機器人能在場上進行比賽，從活動中探討對科學知識的實踐與瞭解。
先後已有法國、瑞典、德國、英國、澳洲、加拿大、美國、日本、義大利、以及其他二十多個國家舉辦。
目前中國大陸、德國、日本、伊朗、南韓、美國、臺灣、香港以及澳門皆投入機器人世界盃比賽行列。

## RoboCup比赛项目
- 机器人足球
  - 仿真组
    - 仿真2D组
    - 仿真3D组

  - 小型组 - 相关视频
  - 中型组
  - 标准平台组 - 相关视频
  - 类人组 - 相关视频
- 机器人救援
  - 救援仿真组
  - 救援机器人
- 家用机器人
- 初级组（青少年機器人世界杯）
  - 中小学舞蹈
  - 中小学足球
  - 中小学救援

## 历届地点
| 年份                                        | 地点               | 参赛队伍数量 | 参赛国家数量 |
| ------------------------------------------- | ------------------ | ------------ | ------------ |
| 2019 （页面存档备份，存于）（英文）         | 澳大利亚悉尼       |              |              |
| 2018 （页面存档备份，存于）（英文）         | 加拿大蒙特利尔     |              |              |
| 2017 （页面存档备份，存于）（英文）         | 日本名古屋         | 500          | 50           |
| 2016 （页面存档备份，存于）（英文）         | 德国莱比锡         |              | 45           |
| 2015 （页面存档备份，存于）（英文）         | 中国合肥           |              |              |
| 2014 （页面存档备份，存于）（英文）         | 巴西若昂佩索阿     | 358          | 45           |
| 2013（英文）                                | 荷蘭埃因霍温       | 410          | 45           |
| 2012 （页面存档备份，存于）（英文）         | 墨西哥墨西哥城     | 381          | 42           |
| 2011（英文）                                | 土耳其伊斯坦堡     | 451          | 40           |
| 2010 （页面存档备份，存于）（英文）         | 新加坡             | 500          | 40           |
| 2009（英文）                                | 奥地利格拉茨       | 407          | 43           |
| 2008（中文）（英文）                        | 中国苏州           | 373          | 35           |
| 2007（英文）                                | 美国亚特兰大       | 321          | 39           |
| 2006 （页面存档备份，存于）（英文）（德文） | 德国不来梅         | 440          | 35           |
| 2005 （页面存档备份，存于）（英文）（日語） | 日本大阪           | 419          | 35           |
| 2004 （页面存档备份，存于）（英文）         | 葡萄牙里斯本       | 345          | 37           |
| 2003（英文）                                | 意大利帕多瓦       | 238          | 35           |
| 2002（英文）（日語）                        | 日本福冈／韩国釜山 | 188          | 29           |
| 2001 （页面存档备份，存于）（英文）         | 美国西雅图         | 141          | 22           |
| 2000（英文）                                | 澳大利亚墨尔本     | 110          | 19           |
| 1999（英文）                                | 瑞典斯德哥尔摩     | 85           | 23           |
| 1998（英文）                                | 法国巴黎           | 63           | 19           |
| 1997                                        | 日本名古屋         | 38           | 11           |
| 1996(Pre-RoboCup-96)                        | 日本大阪           | 8            | -            |

## 外部連結
- CROPEN中文机器人社区
- 官方網站 （页面存档备份，存于） （英文）